# Aloe 'Grande'
Aloe 'Grande' é uma espécie de liliopsida do gênero Aloe, pertencente à família Asphodelaceae.